# Nicole Schröber
Nicole Schröber (* 28. November 1988 in Karl-Marx-Stadt) ist eine ehemalige deutsche Volleyballspielerin.

## Karriere
Schröber begann ihre Volleyball-Karriere bei den Chemnitzer Vereinen KTV und PSV. Anschließend wurde sie in den Nachwuchsmannschaften VC Olympia Dresden und Rhein-Neckar weiter ausgebildet. Mit der Junioren-Nationalmannschaft spielte die Außenangreiferin 2007 bei der Weltmeisterschaft in Thailand. In der Saison 2007/08 wurde sie mit dem Bundesligisten Dresdner SC deutsche Vizemeisterin und ein Jahr später stand sie im Finale um den DVV-Pokal. 2010 schaffte der Verein den größten Erfolg seiner Geschichte und gewann neben dem DVV-Pokal auch den Challenge Cup. Im gleichen Jahr begann Schröber eine Ausbildung im Polizeivollzugsdienst. 2011 wurde der DSC schließlich erneut Vizemeister. Im Februar 2012 musste sie wegen anhaltender Knie-Beschwerden ihre Volleyballkarriere beenden.